# 627

## Eventos
- 31 de março - início da Batalha da Trincheira, o cerco a Medina por parte dos inimigos de Maomé.